# Goldene Kamera 1977
Die Verleihung der Goldenen Kamera 1977 fand am 24. Februar 1978 in der Kongresshalle in Berlin statt. Es war die 13. Verleihung dieser Auszeichnung. Das Publikum wurde durch Peter Bachér, den Chefredakteur der Programmzeitschrift Hörzu, begrüßt. Die Verleihung der Preise sowie die Moderation übernahm Werner Veigel. An der Veranstaltung nahmen etwa 1000 Zuschauer teil. Die Verleihung wurde nicht im Fernsehen übertragen. Die Leser wählten in der Kategorie Beliebtester weiblicher Showstar ihre Favoritin.

## Preisträger

### Schauspieler
- Günter Lamprecht – Rückfälle

### Schauspielerin
- Vera Tschechowa – Zeit der Empfindsamkeit
- Heidelinde Weis – Eifersucht

### Bester Autor, Moderator und Hauptdarsteller
- Ilja Richter – Disco

### Bester Autor, Regisseur und Darsteller
- Loriot – Loriot

### Bester Ballettdirektor
- John Neumeier – Ballett-Werkstatt

### Bester Fernsehautor
- Henry Makowski – Paradiese aus Menschenhand

### Bester Moderator
- Gerhard Löwenthal – Hilferufe von drüben

### Beste Nebenrolle
- Evelyn Hamann – Loriot

### Beste Regie
- Wolfgang Becker – Die Vorstadtkrokodile

### Beliebtester weiblicher Showstar
- Wencke Myhre – Starparade (1. Platz der Hörzu-Leserwahl)

## Sonstiges
- Der Erlös der Veranstaltung wurde an die Aktion Kinderhilfe der Deutschen Krebshilfe gespendet.
- Loriot erhielt seine zweite Goldene Kamera.